# Economische sociologie
Economische sociologie is de tak van de sociologie die zich bezighoudt met de sociale oorzaken en effecten van economische verschijnselen. De geschiedenis van deze discipline kent een aanloop in de 19e eeuw, een klassieke periode tussen ongeveer 1890 en 1920, een periode van verminderde aandacht tussen 1920 en 1985 en een moderne periode die vanaf 1985 gestalte kreeg.

## Voorlopers
Belangrijke grondleggers van de economische sociologie zijn Alexis de Tocqueville en Karl Marx. In dit verband zijn de volgende publicaties van Tocqueville van belang: De la démocratie en Amérique (Over de democratie in Amerika) tussen 1835–40 en L'Ancien régime et la Révolution (Over de Franse Revolutie en het ancien régime) in 1856. In het eerstgenoemde werk analyseerde hij de relatie tussen politieke structuren en de economie van de Verenigde Staten. Een andere grondlegger was Karl Marx, die trachtte aan te tonen dat economische krachten de structuur van de samenleving bepalen.

## Klassieke economische sociologie
De term economische sociologie werd waarschijnlijk voor het eerst gebruikt door William Stanley Jevons in 1879 en vervolgens overgenomen door belangrijke vertegenwoordigers van de klassieke periode als Émile Durkheim, Max Weber en Georg Simmel.
Het voornaamste thema van de klassieke economische sociologie is de relatie tussen het kapitalisme en de moderniteit. Dit thema wordt onder meer behandeld in Die protestantische Ethik und der Geist des Kapitalismus van Max Weber uit 1905 en in Philosophie des Geldes (Filosofie van het geld) van Georg Simmel uit 1900. In De la division du travail social (Over de verdeling van arbeid) uit 1922 benadrukte Émile Durkheim dat het verschijnsel van arbeidsverdeling niet alleen in economische termen beschreven moet worden, maar ook in sociologische, omdat het verschijnsel – door het scheppen van onderlinge afhankelijkheden – ook een voorname rol speelt bij maatschappelijke integratie en sociale binding. Webers onderzoek naar de relatie tussen economie, religie en de "onttovering" (Entzauberung) van de Westerse cultuur wordt beschouwd als een hoogtepunt van de klassieke economische sociologie.

## Nieuwe economische sociologie
Na 1920 raakte de benadering van de klassieke economisch-sociologen op de achtergrond. Er zijn nog wel enkele belangrijke studies verschenen, bijvoorbeeld van Karl Polanyi die in zijn boek The Great Transformation uit 1944 het begrip Embeddedness (sociale inbedding, structurele verbondenheid) introduceerde. Hij bedoelde hiermee dat de economie ingebed is in sociale instellingen die voorkomen dat de markt "andere aspecten van het menselijk leven vernietigt".
De moderne periode van de economische sociologie, ook wel bekend als nieuwe economische sociologie, begon in 1985 met een artikel van Mark Granovetter waarvan de titel luidt: Economic Action and Social Structure: The Problem of Embeddedness. Dit artikel gebruikt het door Karl Polanyi geïntroduceerde begrip embeddedness. Hiermee bedoelde Granovetter dat de economische betrekkingen tussen personen of bedrijven plaatsvinden binnen en gestructureerd worden door de bestaande, gelaagde sociale verbanden. Analyse van sociale netwerken is een veelgebruikte methode voor het bestuderen van dit fenomeen. Bekende resultaten van deze methode zijn Granovetters theorie van de "strength of weak ties" (kracht van zwakke banden) en Ronald Burts theorie van "structural holes" (structurele gaten).
Invloedrijke figuren zijn onder anderen: Fred L. Block, James S. Coleman, Mark Granovetter, Harrison White, Paul DiMaggio, Joel M. Podolny, Richard Swedberg en Viviana Zelizer in de Verenigde Staten, evenals Luc Boltanski, Laurent Thevenot, en Jens Beckert in Europa. Amitai Etzioni maakte het begrip "socioeconomics" populair, en Chuck Sabel, Wolfgang Streeck en Michael Mousseau hebben voortgewerkt in deze traditie.
Het neomarxistische denken en aanverwante vormen van marxistisch denken bouwen voort op en brengen correcties aan in de klassieke marxistische visie dat de economische onderbouw de maatschappelijke bovenbouw bepaalt. Belangrijke theoretici van deze school zijn onder andere Georg Lukács, Theodor Adorno, Max Horkheimer, Walter Benjamin, Guy Debord, Louis Althusser, Nicos Poulantzas, Ralph Miliband, Jürgen Habermas, Raymond Williams, Fredric Jameson, Antonio Negri en Stuart Hall.

## Publicaties
- Gary S. Becker en Kevin M. Murphy (2001). Social Economics: Market Behavior in a Social Environment, Harvard University Press.
- Albert Benschop (1996/2011). Naar een nieuwe economische sociologie Webdoc, Universiteit van Amsterdam.
- Peter Hedström en Charlotta Stern (2008). "Rational choice and sociology" in: The New Palgrave Dictionary of Economics
- Arthur L. Stinchcombe (1983). Economic Sociology. New York: Academic Press.
- Richard Swedberg (1990). Economics and Sociology: Redefining Their Boundaries: Conversations with Economists and Sociologists. Princeton University Press. ISBN 0691003769
- Richard Swedberg (2007). Principles of Economic Sociology. Princeton.
- Richard Swedberg (2008). Economic sociology. The New Palgrave Dictionary of Economics , 2e druk